# Afrocalathea rhizantha
Afrocalathea rhizantha
Genre
Espèce
Synonymes
Calathea rhizantha K.Schum
Afrocalathea est un genre de plantes originaire d'Afrique. Il ne contient qu'une seule espèce : Afrocalathea rhizantha (K.Schum.) K.Schum, connu du Nigeria, du Cameroun, du Gabon, du Cabinda et du Congo-Brazzaville,.